# 가비 무딩가이
가브리엘 "가비" 무딩가이(프랑스어: Gabriel "Gaby" Mudingayi, 1981년 10월 1일, 킨샤사 ~ )는 벨기에의 전 축구 선수이다.